# ليندا دالمان
ليندا دالمان (مواليد 2 سبتمبر 1994) هي لاعبة كرة قدم ألمانية تلعب في مركز المهاجم في نادي بايرن ميونخ.

## روابط خارجية
- ليندا دالمان على موقع الاتحاد الدولي (مؤرشف)  (الإنجليزية)
- ليندا دالمان على موقع الاتحاد الأوربي (الإنجليزية)
- ليندا دالمان على موقع قاعدة بيانات كرة القدم.إي يو (الإنجليزية)
- ليندا دالمان على موقع بيانات كرة القدم. دي إي (الألمانية)
- ليندا دالمان على موقع Soccerway.com (الإنجليزية)
- ليندا دالمان على موقع عالم كرة القدم.نت (الإنجليزية)